# Comuna Lozîno, Iavoriv
Lozîno (în ucraineană Лозино) este o comună în raionul Iavoriv, regiunea Liov, Ucraina, formată din satele Dubrovîțea, Lozîno (reședința), Serednii Horb, Stavkî, Turîcea, Vahutka și Velîki Horî.

## Demografie
Componența lingvistică a comunei Lozîno
     Ucraineană (99,93%)
     Alte limbi (0,07%)
Conform recensământului din 2001, majoritatea populației comunei Lozîno era vorbitoare de ucraineană (99,93%), existând în minoritate și vorbitori de alte limbi.